# Pascal Weiss
Pascal Weiss (ca. 1972 – september 2024) was een Belgisch journalist en redacteur.

## Levensloop
Weiss studeerde Germaanse filologie. Hij deed stages in de journalistiek bij de VRT-persdienst en de televisiezender VT4.
In 1996 ging hij aan de slag bij De Standaard als freelance cultuurmedewerker, vervolgens werd hij regiojournalist voor De Nieuwe Gazet. Na een korte periode op de nationale redactie van Het Laatste Nieuws ging hij aan de slag voor Het Nieuwsblad, waar hij doorgroeide tot chef nieuws. In november 2011 werd hij er aangesteld als "hoofdredacteur nieuws". In november 2013 werd hij samen met Liesbeth Van Impe aangesteld als hoofdredacteur in opvolging van Guy Fransen. Hij kreeg er de bijnaam "de kleine generaal".
In september 2024 overleed Weiss op 52-jarige leeftijd. Hij was getrouwd met Greet Vanderhoeven, een collega bij Het Nieuwsblad, en had drie kinderen.